# Dlouhá Brtnice
Dlouhá Brtnice är en ort i Tjeckien.   Den ligger i regionen Vysočina, i den centrala delen av landet, 130 km sydost om huvudstaden Prag. Dlouhá Brtnice ligger 610 meter över havet och antalet invånare är 355.
Terrängen runt Dlouhá Brtnice är platt. Runt Dlouhá Brtnice är det ganska glesbefolkat, med 34 invånare per kvadratkilometer. Närmaste större samhälle är Jihlava, 17,8 km norr om Dlouhá Brtnice. Trakten runt Dlouhá Brtnice består till största delen av jordbruksmark.